# Martin Shkreli
Martin Shkreli (Brooklyn, 17 marzo 1983) è un imprenditore e truffatore statunitense.

## Biografia
È stato il fondatore dei fondi speculativi Elea Capital, MSMB Capital Management e MSMB Healthcare, co-fondatore e amministratore delegato della Retrophin nonché fondatore ed ex CEO della Turing Pharmaceuticals. Shkreli è anche il creatore della compagnia startup di software Gödel Systems.
È salito ai vertici della cronaca in quanto accusato, nel 2015, di aver aumentato vertiginosamente il prezzo del Daraprim, un farmaco utilizzato per prevenire un tipo di polmonite correlata con l'AIDS.
La notorietà del fatto ha spinto molti a soprannominarlo con gli epiteti "Pharma Bro" e "l'uomo più odiato d'America". Nel 2015 è stato arrestato dall'FBI per frode finanziaria e il suo ruolo di leader della Turing Pharmaceutical affidato a Ron Tilles.
Nel 2017 Shkreli è stato nuovamente riconosciuto colpevole per due casi di frode e nel marzo 2018 è stato condannato a 7 anni di prigione. Nel maggio 2020 Shkreli ha richiesto di essere rilasciato dal carcere per cercare una cura al coronavirus (cura che avrebbe rilasciato gratuitamente nel caso in cui l'avesse trovata), ma il giudice federale ha rifiutato tale richiesta.
Shkreli ha anche fatto parlare di sé per la sua collezione di oggetti musicali e per essere stato il primo proprietario di Once Upon a Time in Shaolin (2015), album dei Wu-Tang Clan pubblicato in una sola copia.